# Kuna (plemię)

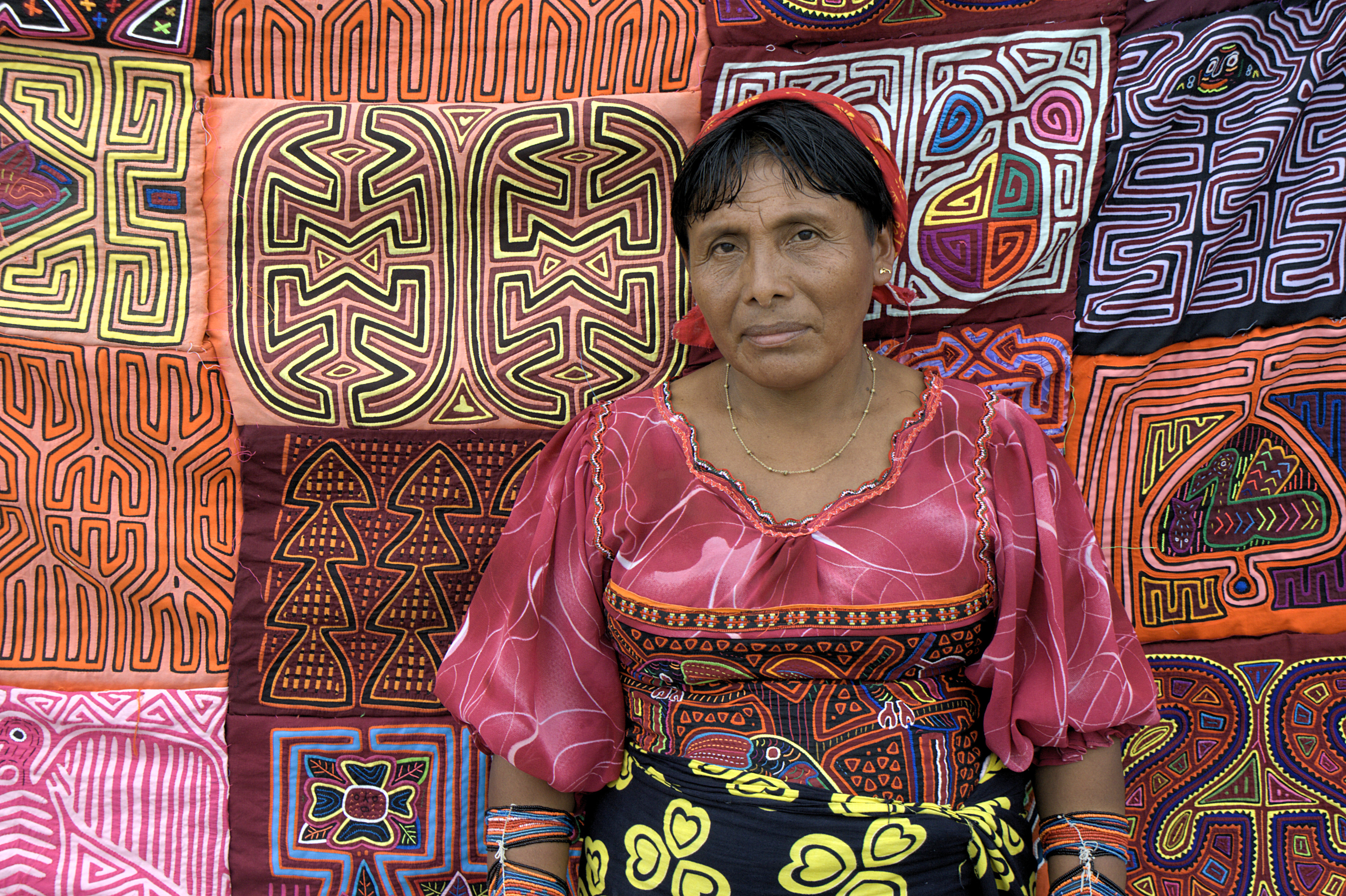
Kobieta z plemienia Kuna sprzedająca ozdobne tekstylia

Flaga plemienia zaadaptowana w 1925 roku.

Alternatywna wersja flagi powstała w 1942

Kuna (Cuna) – plemię Indian z pogranicza Panamy i Kolumbii, zamieszkujące autonomiczne terytorium Kuna Yala, w tym panamski archipelag San Blas. Sąsiadują z plemieniem Chocó.

## Historia

### Rewolucja Kuna
Rewolucja Kuna odnosi się do wydarzeń, które miały miejsce w 1925 roku. Wówczas tubylcy z plemienia Kuna zbuntowali się przeciwko władzom Panamy, które zmuszały Indian do okcydentalizacji ich kultury. Skutkiem rewolucji było proklamowanie Republiki Tule, której istnienie było jednak krótkie. Kiedy Tule zjednoczyło się z Panamą, Kuna utworzyli autonomiczne terytorium nazywane comarką tubylczą (rdzenną) Kuna Yala, rząd zagwarantował bezpieczeństwo ludności i kultury Kuna.

### Okoliczności poprzedzające
Podczas pierwszych 20 lat niepodległości Panamy, Kunowie mieli poważne sprzeczne interesy z rządem, który starał się wykorzenić ich kulturę, nie szanował ich zwyczajów i władz plemiennych, poza tym zamierzano pozbawić ich ziemi, intendenci i policja „kolonialna” obrażali plemię (jeden osadnik na jednego tubylca, jest „nie tubylcem”).
Ten fakt jest związany z incydentem z 20 kwietnia 1921 roku, który odbył się w Narganá i Corazón de Jesús. W tym czasie istniał ruch okcydentalizacji kobiet, który zakładał zmianę ubrań, pozbawienie ich złotych obręczy noszonych w nosie, biżuterii czy naszyjników z monet, które uważano za ozdoby. Ale jedna kobieta uciekła z Narganá, zbiegła do Río Azúcar, skąd pochodziła. Policja w ramach represji uwięziła szóstkę jej dzieci i zięcia, który został uwolniony, w celu odszukania teściowej.
Tamtego dnia w Río Azúcar odbył się kongres Kana, zadecydowano, że nie pozwala się wracać kobiecie, lokalny lider, noszący tytuł sáhila w imieniu wspólnoty wysłał wiadomość policji, wiadomość ta zakazywała policji kontynuowania poszukiwań. Policjanci nie zwrócili uwagi na wiadomość i wysłali tej samej nocy komisję do Río Azúcar (2 policjantów kolonialnych i 3 tubylczych). Gdy policjanci próbowali zatrzymać niektórych krewnych kobiety wywiązała się bitwa, w której zginęło trzech mieszkańców osady; policjanci zostali zabici maczetami, kiedy uciekali w cayuco (rodzaj kanu). Trupy policjantów zostawiono w wodzie, przywiązując je do pala wbitego w piasek, aż krewni przybyli je zabrać.
Atmosfera była napięta do stycznia 1925 roku. Juan Demóstenes Arosemena został gubernatorem prowincji Colón i martwił się, że podlegały mu intendencje San Blas i Andrés Mojica, gdzie umacniał się ruch niepodległościowy wśród tubylców. W związku z tym skontaktował się z sekretarzem Spraw Zagranicznych Horacio F. Alfaro, który znał dobrze działalność Amerykanów: misjonarki Anne Coope i odkrywcy Richarda Marsha.
Właściwie Marsh zapoczątkował działania w kierunku „niepodległości”. Gdy wrócił do Panamy w styczniu 1925, zastał konflikt między policją a tubylcami, który groził eskalacją, dlatego poprosił o militarną interwencję Stanów Zjednoczonych ze Strefy Kanałowej. Amerykanie mieli objąć protektoratem tubylców. Marsh zredagował Declaración de independencia y derechos humanos del pueblo Tule y Darién (Deklaracja Niezależności i Praw Człowieka Ludu Tule i Darién). Marsh otrzymał poparcie ambasadora amerykańskiego, który wpłynął na panamski rząd, aby ten podpisał porozumienie pokojowe, które gwarantowało prawa człowieka i prawa polityczne dla ludu Kuna.

## Rewolucja
12 lutego 1925, kiedy to zwołano kongres Kuna w Ailigandí, zebrali się tutaj główni przywódcy 45 wiosek i plemion. Obrady trwały 26 dni, zakończyły się decyzją o proklamowaniu niepodległości Republiki Tule. Określono też granice terytorialne nowego państwa.
Z tego powstania pochodzi flaga stworzona przez Wagę Ebinkili (María Colman), wnuczkę kacyka Simrala Colmana. Miała ona kształt prostokątny z obwódką, jej środek był czerwony i zawierał swastykę.
21 lutego, 10 dni po deklaracji niepodległości (w czasie uroczystości karnawałowych) wybuchła rewolucja tubylcza, która trwała do 27 lutego. Dowodził nią Nele Kantule i kacyk Colman. Powstańcy wypływali w cayucos z Ailigandí i Cartí w celu zaatakowania kwater Policji Państwowej w Playón Chico, Río Tigre, Tigantikí, Narganá, Ukapa i innych punktach archipelagu, zginęło wielu policjantów. Starcia pochłonęły 27 ofiar śmiertelnych.
4 marca w obecności amerykańskiego ministra Johna Southa podpisano porozumienie pokojowe, obiecano w nim lepsze traktowanie tubylców, poszanowanie ich zwyczajów; nie można było narzucić im zakładania szkół, zapewniono im te same prawa co innym obywatelom. Kuna w zamian mieli złożyć broń, wycofać deklarację niepodległości i podporządkować się prawom Panamy.